# Queis (Landsberg)
Queis is een plaats en voormalige gemeente in de Duitse deelstaat Saksen-Anhalt en maakt deel uit van de Landkreis Saalekreis.
Queis telt 761 inwoners.